# Skogskyrkogården (metrostation)

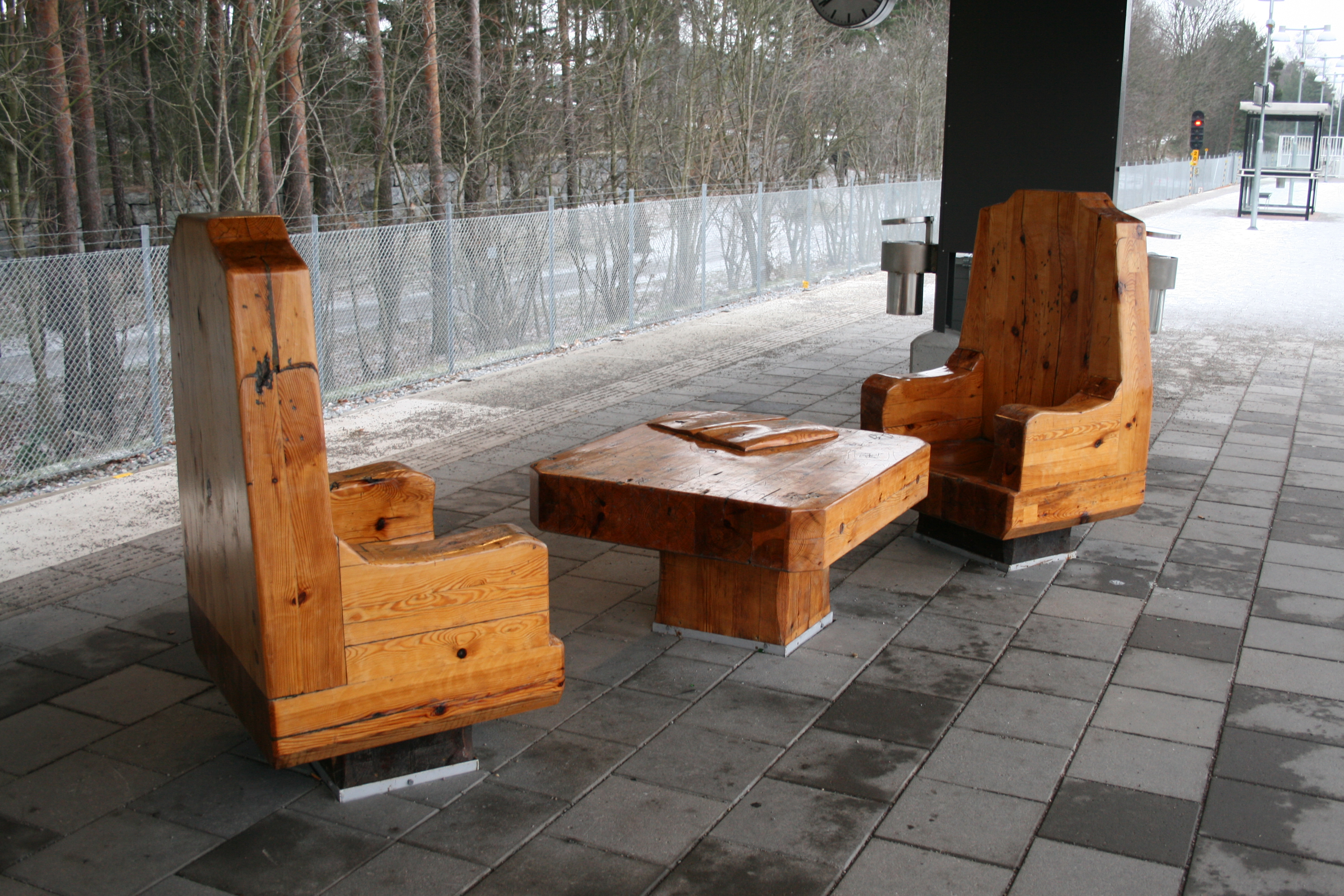
Het houten kunstwerk van Hans Bartos uit 1975

Skogskyrkogården is een station van de Stockholmse metro op 5 kilometer ten zuiden van Slussen. Het is gelegen naast de begraafplaats Skogskyrkogården (Zweeds voor Bosbegraafplaats).
Het station werd geopend op 1 oktober 1950 onder de naam Kyrkogården (Zweeds voor begraafplaats) en verving de halte Dalarövägen van de Enskedebanan (tram 8).
Deze halte lag bij de huidige toegang tot het station aan de noordkant van het perron aan de Sockenvägen. De tramremise lag destijds een paar honderd meter oostelijker aan de Sockenvägen. De metro als vervanger van de Enskedebanan loopt echter verder naar het zuiden en niet naar het oosten. Iets ten zuiden van het station bevinden zich overloopwissels en een opstelspoor waarop treinen kop kunnen maken. In november 1958 werd de vrij algemene aanduiding begraafplaats vervangen door de huidige naam waarmee de onderhavige begraafplaats precies wordt aangeduid.
In 1975 werd een zithoek van hout als kunstwerk op het perron geplaatst.
Alvik · 
Kristineberg · 
Thorildsplan  · 
Fridhemsplan · 
S:t Eriksplan · 
Odenplan  · 
Rådmansgatan  · 
Hötorget · 
T-Centralen ·  
Gamla Stan · 
Slussen · 
Medborgarplatsen ·  
Skanstull · 
Gullmarsplan ·  
Skärmarbrink ·  
Blåsut·  
Sandsborg·  
Skogskyrkogården ·  
Tallkrogen·
Gubbängen·  
Hökarängen·
Farsta·
Farsta strand